# Toyotin način
Toyotin način je skupek načel in vedenja, ki so osnova za vodstveni pristop in proizvodnji sistem Toyota Motor Corporation. Toyota prvič povzame svojo filozofijo, vrednote in proizvodne ideale leta 2001, imenovano "Toyotin način 2001" (The Toyota Way 2001). Sestavljeno je iz načel na dveh ključnih področij: nenehne izboljšave in spoštovanja ljudi.

## Pregled načel
Dve ključni točki načela sta nenehne izboljšave in spoštovanja ljudi. Načela za nenehne izboljšave vključujejo vzpostavitev dolgoročne vizije, delovanje na izzivih, stalnih inovacijah in priti do izvora bistva vprašanja ali problema. Načela, ki se nanašajo na spoštovanje ljudi, vključujejo načini izgradnje spoštovanja in timskega dela.

## Izsledki raziskav
Leta 2004 je dr. Jeffrey Liker, profesor industrijskega inženiringa na univerzi v Michiganu, objavil "Toyotin način" (The Toyota Way). V svoji knjigi Liker imenuje Toyotin način "sistem, ki je zasnovan tako, da zagotavlja orodja za ljudi za stalno izboljševanje njihovega dela". Sistem se lahko povzame na 14 načel.
Po Likerjevem mnenju so 14 načel Toyotinega načina sestavljena iz štirih delov: (1) dolgoročna filozofija, (2) pravi postopek bo proizvedel prave rezultate, (3) dodana vrednost organizaciji z razvojem svojih ljudi, in (4) nenehno reševanje izvora problemov žene organizacijsko učenje.

### Dolgoročna filozofija
Prvo načelo obsega upravljanje z daljnosežnim videnjem namesto za kratkoročni dobiček. Odraža prepričanje, da ljudje potrebujejo namen, da najdejo motivacijo in uveljavijo cilje.

### Pravi postopek bo proizvedel prave rezultate
Naslednjih 7 načel se osredotočajo na postopke s pogledom v smeri kakovostnih rezultatov. Po teh načelih so delovni postopki preoblikovani tako, da izločujejo izgube (muda - japonski izraz) skozi postopek stalnega izboljševanja (kaizen). Sedem vrst "muda" so (1) prekomerna proizvodnja, (2) čakanje, neizkoriščen čas, (3) nepotreben prevoz ali prenos, (4) prekomerna ali nepravilna predelava, (5) presežek inventarja, (6) gibanje, in (7) okvare.
Načela v tem poglavju usposablja zaposlene, kljub birokratskim postopkom Toyote, ko ima vsak delavec v Toyotinem proizvodnem sistemu pooblastila, da ustavi proizvodnjo, da bi naznanil vprašanje kakovosti in poudaril, da je kakovost prednostna (jidoka). Izvajanje načina Toyotinega birokratskega sistema, ki omogoča stalno izboljševanje (kaizen) ljudi, na katere ta sistem vpliva tako, da lahko vsak delavec pomaga pri rasti in izboljšanju družbe.
Priznavanje vrednosti zaposlenih je prav tako del načela izmerjene stopnje proizvodnje (heijunka), kot je raven delovne obremenitve se izogiba prevelikemu obremenjevanju ljudi in opreme (muri), vendar je ta namenjena tudi za zmanjševanje izgube (muda) in za izogibanje nepravilnim obsegom proizvodnje (mura).
Ta načela so oblikovana tako, da se zagotovi, da so uporabljeni le bistveni materiali (da se prepreči prekomerna proizvodnja), da se delovno okolje učinkovito vzdržuje (5S program), omogočati ljudem deliti delovna mesta in zmanjšati čas za iskanje potrebnih orodij in da je uporabljena tehnologija zanesljiva in temeljito preizkušena.

### Dodana vrednost organizaciji z razvojem svojih ljudi
Človekov razvoj je osredotočen v načelih od 9 do 11. Načelo 9 poudarja, da je treba zagotoviti, da vodje sprejemajo in spodbujajo filozofijo podjetja. To odraža, po Likerju, prepričanje, da morajo biti načela zakoreninjena v zaposlenih, da bi preživeli. 10. načelo poudarja potrebo posameznikov in delovnih skupin za vključevanje v filozofijo podjetja, s skupinami 4-5 oseb, ki ocenjujejo uspeh po njihovih ekipnih dosežkih, ne pa po njihovih posameznih prizadevanj. Načelo 11 skrbi za poslovne partnerje, ki jih obravnava Toyota, podobno kot obravnavajo svoje zaposlene. Toyota jih izzove, da naredijo boljše in jim pomaga, da to dosežejo, kar zagotavlja medsebojno delujoče skupine, da bi dobavitelji odkrili in odpravili težave, tako, da lahko postane močnejši, boljši dobavitelj.

### Nenehno reševanje izvora problemov žene organizacijsko učenje
Sklepno načelo obsega filozofijo reševanja problemov, ki poudarja poglobljeno razumevanje, hitro izvedbo rešitve na podlagi soglasja ter stalno presojo (hansei)in izboljševanje (kaizen). 12. načelo (Genchi Genbutsu) določa pričakovanje, da bodo menedžerji osebno ovrednotili poslovanje tako, da imajo iz prve roke razumevanje razmer in problemov. Načelo 13 spodbuja temeljit razmislek o možnih rešitvah skozi postopek soglasja, s hitrim izvajanjem odločitve, ko je doseženo (nemawashi). Sklepno načelo zahteva, da je Toyota "učeča se organizacija" s stalnim presojanjem o svojih praksah in prizadevanju za izboljševanje. Po mnenju Likerja, potek, da postane učeča se organizacija, vključuje presojo vsakega vidika kaj kdo počne.

## Tolmačenje načel
Zdaj je vprašanje sprejemanja načel, ko ima Toyota proizvodne podružnice v različnih državah po svetu. Kot ugotavlja članek iz New York Times, medtem ko se kultura podjetja zlahka širi od ust do ust, ko je bila Toyotina proizvodnja le na Japonskem, je s svetovno proizvodnjo potrebno upoštevati številne različne kulture. Pojmi, kot so "vzajemno lastništvo težav" ali "genchi genbutsu" (reševanje problemov pri izvoru namesto za pisalno mizo) in "kaizen umom" (neskončen občutek krize za stalni pogon družbe za izboljšanje), je lahko nepoznano za severne američane in za prebivalce drugih kultur. Nedavno povečanje odpoklicev vozil je lahko posledica, deloma, "Toyotino neuspešno širjenje svoje obsesije za mojstrstvom med svojimi rastočimi vrstami prekomorskih tovarniških delavcev in menedžerjev". Toyota poskuša za obravnavanje teh potreb ustanoviti ustanove za usposabljanje v Združenih državah Amerike in na Tajskem.